# U zvonice
U zvonice je přírodní památka východně od obce Lopeník v okrese Uherské Hradiště. Důvodem ochrany je jedno z posledních útočišť ohrožených druhů teplomilné květeny pravobřežních teras řeky Olšavy a na ni vázaných druhů hmyzu.

## Galerie

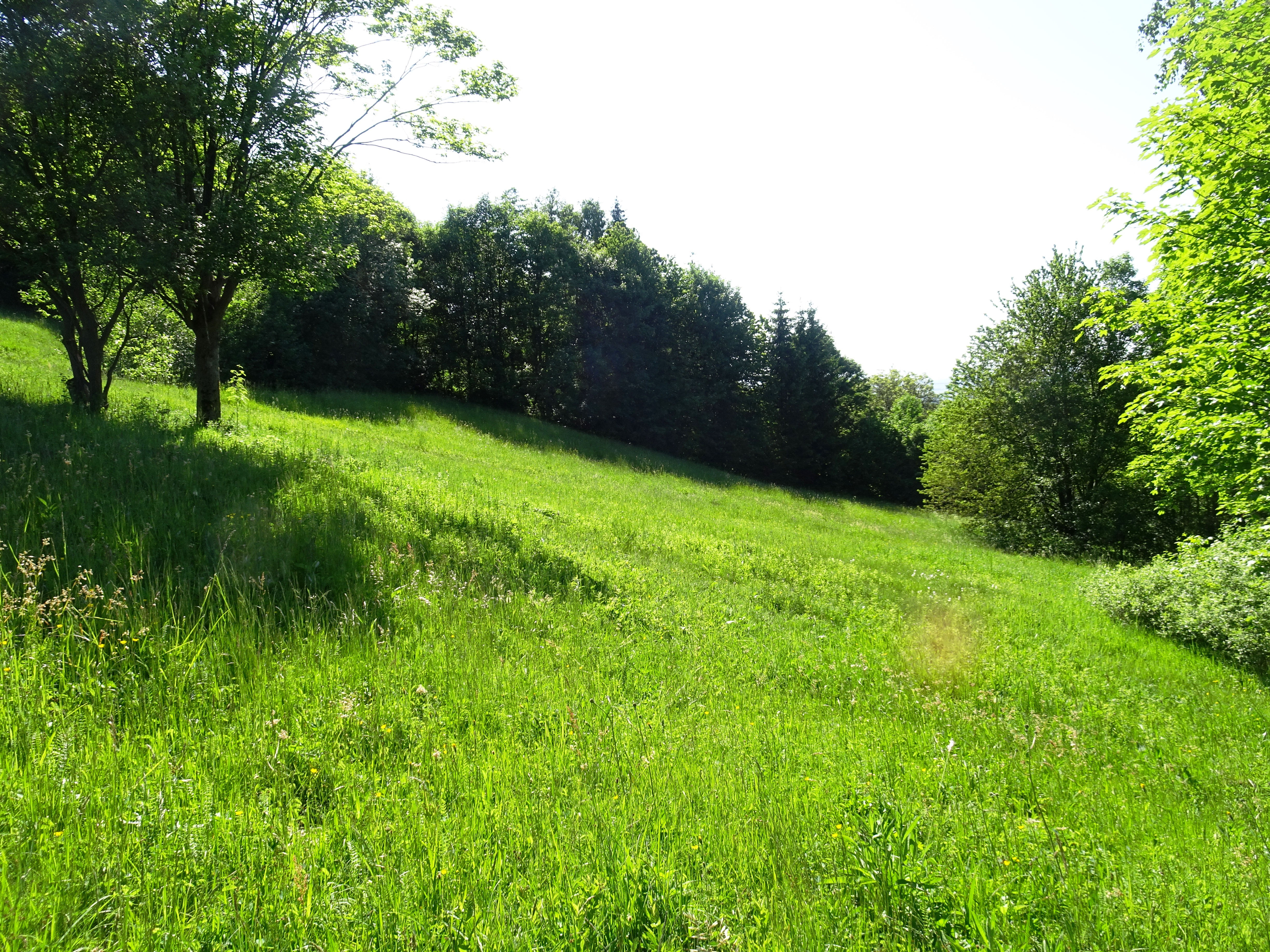
Rozkvetlá louka
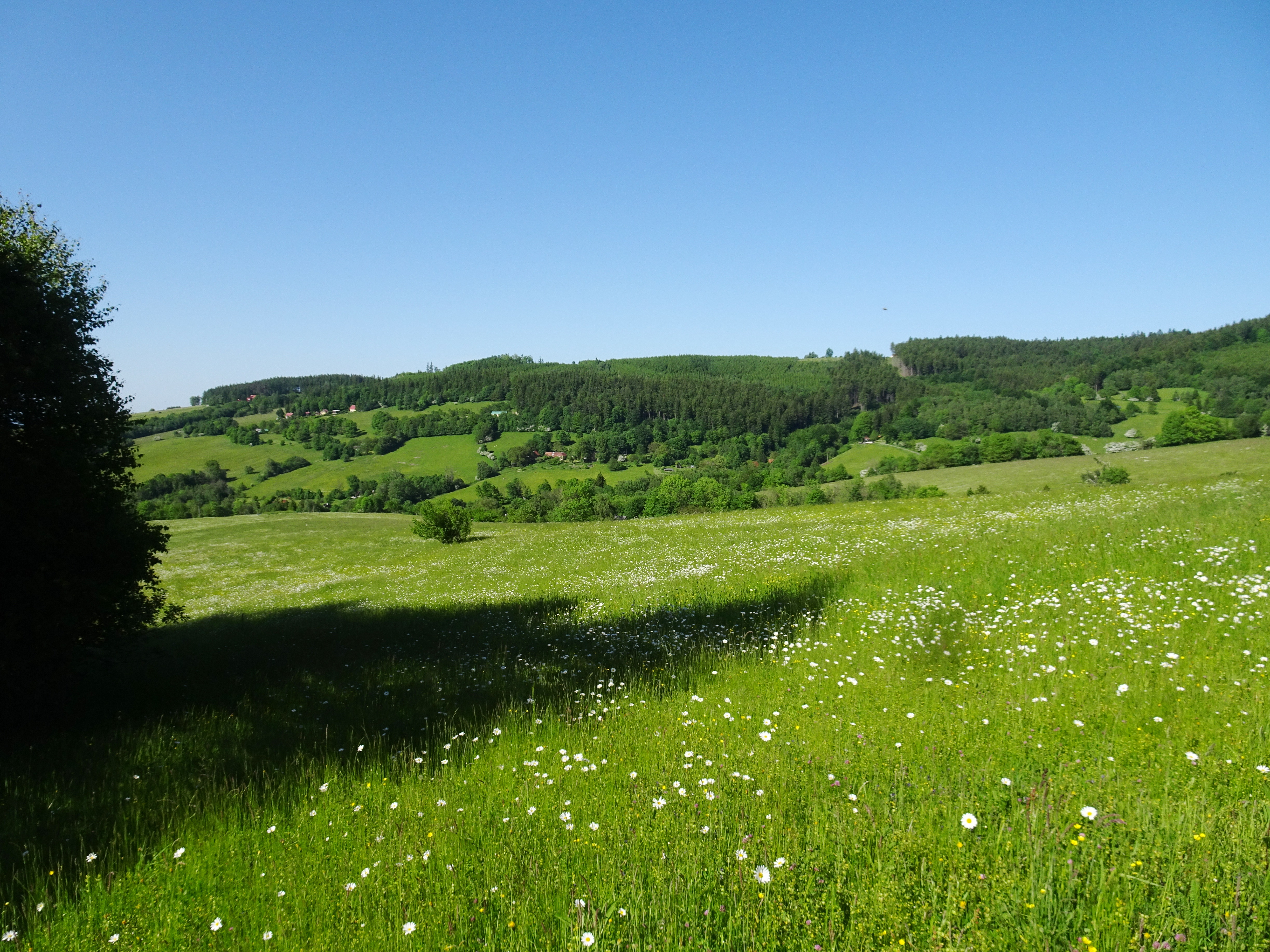
Výhled
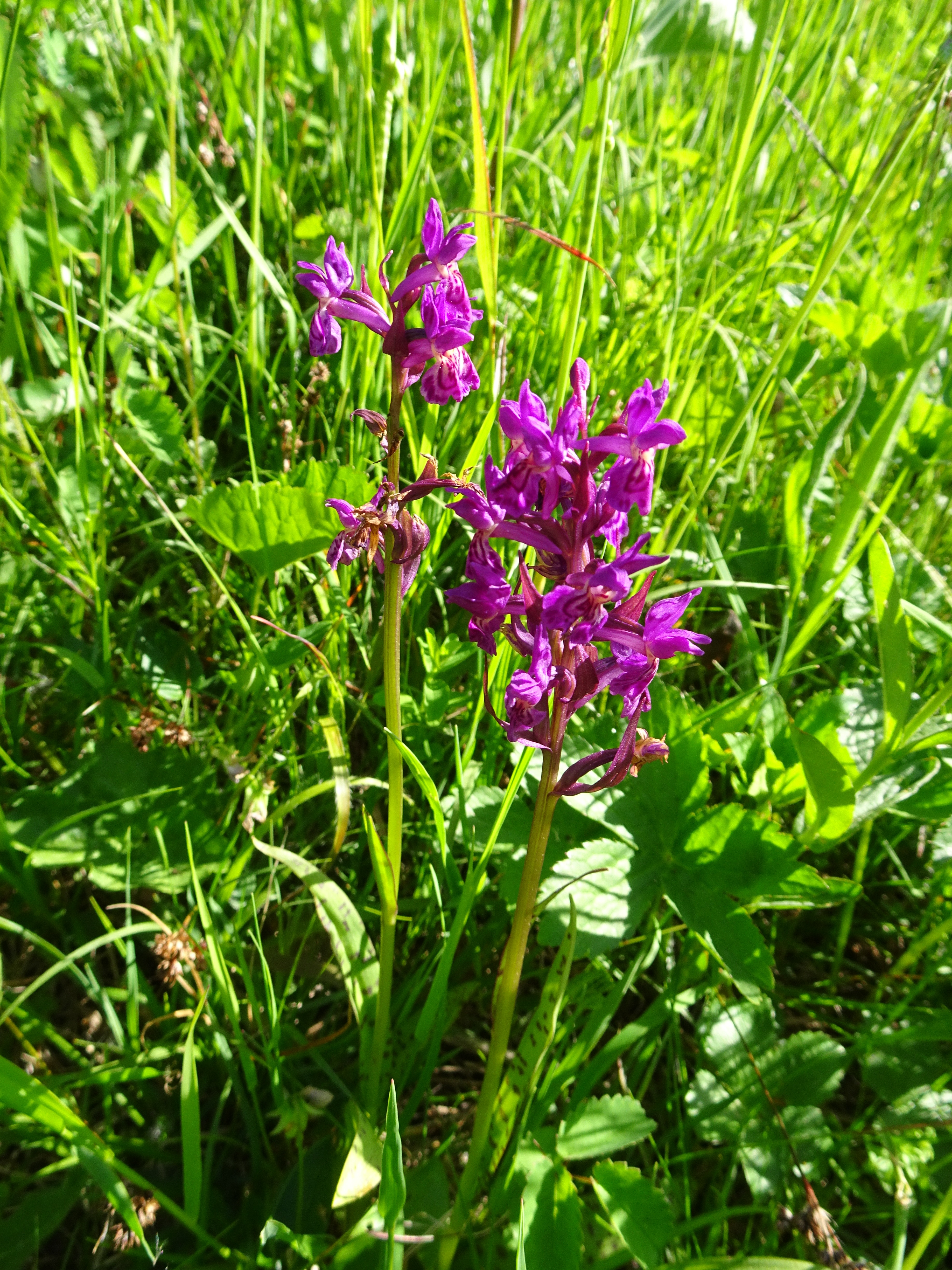
Prstnatec májový
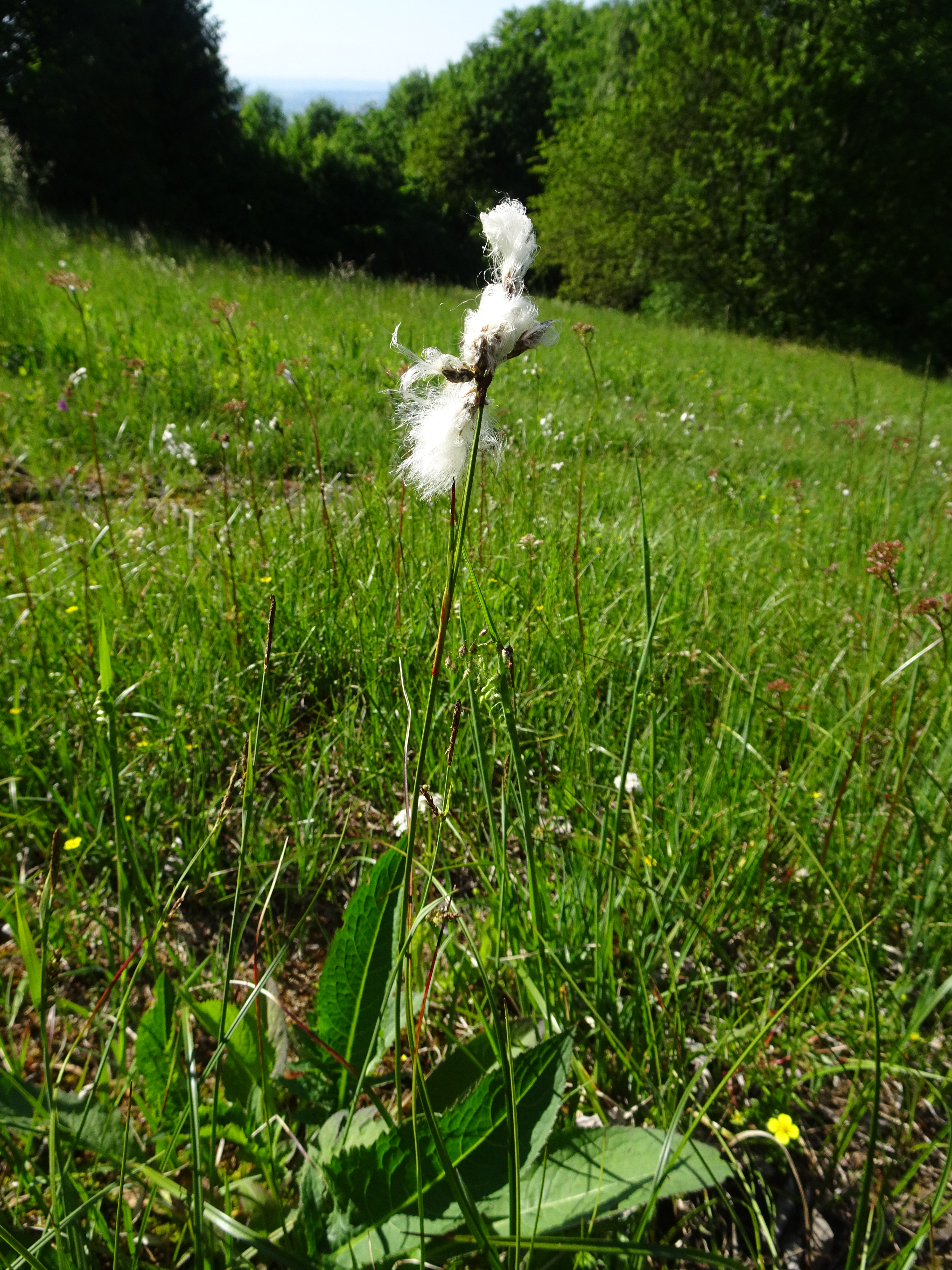
Suchopýr úzkolistý
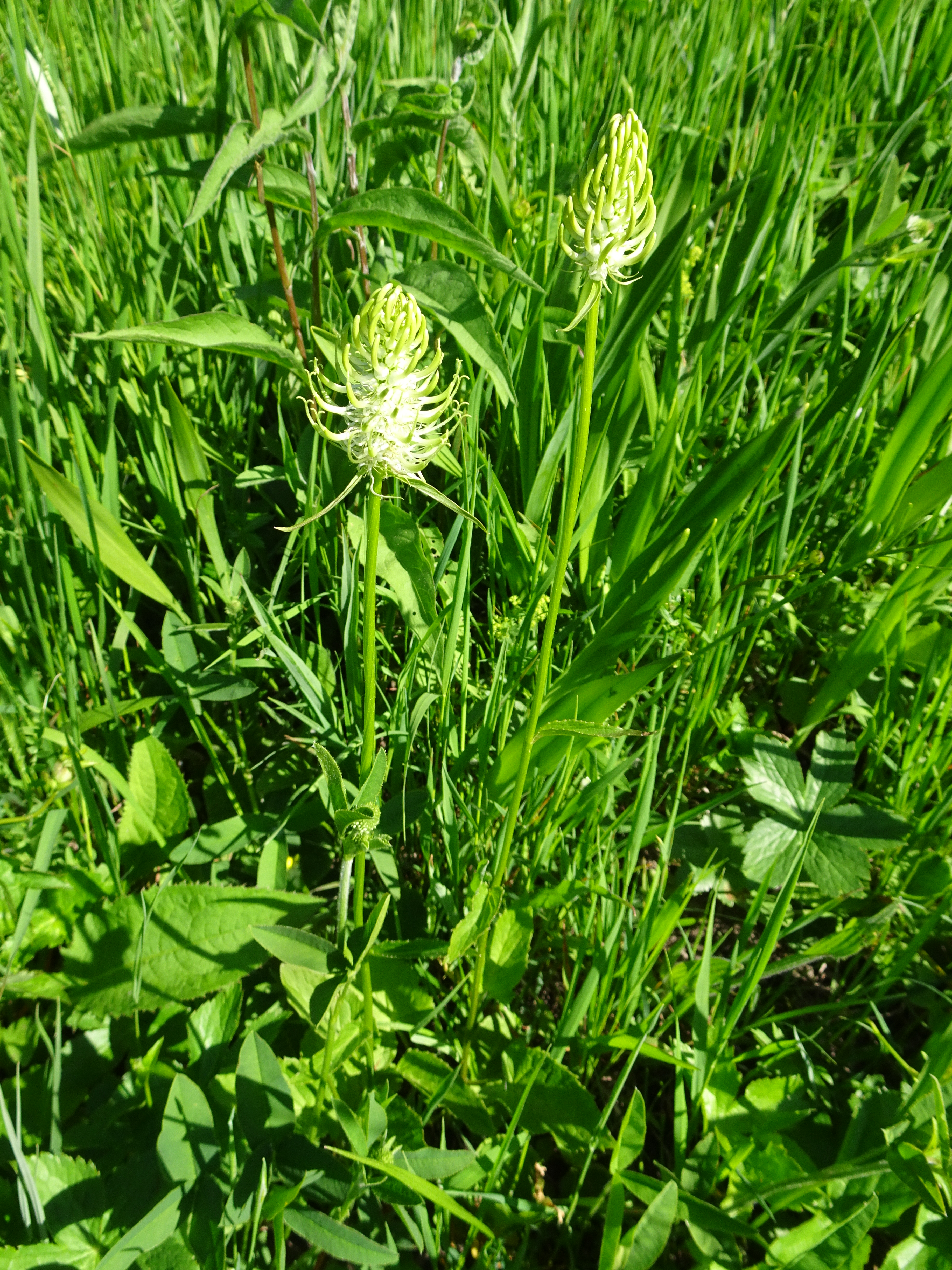
Zvonečník klasnatý
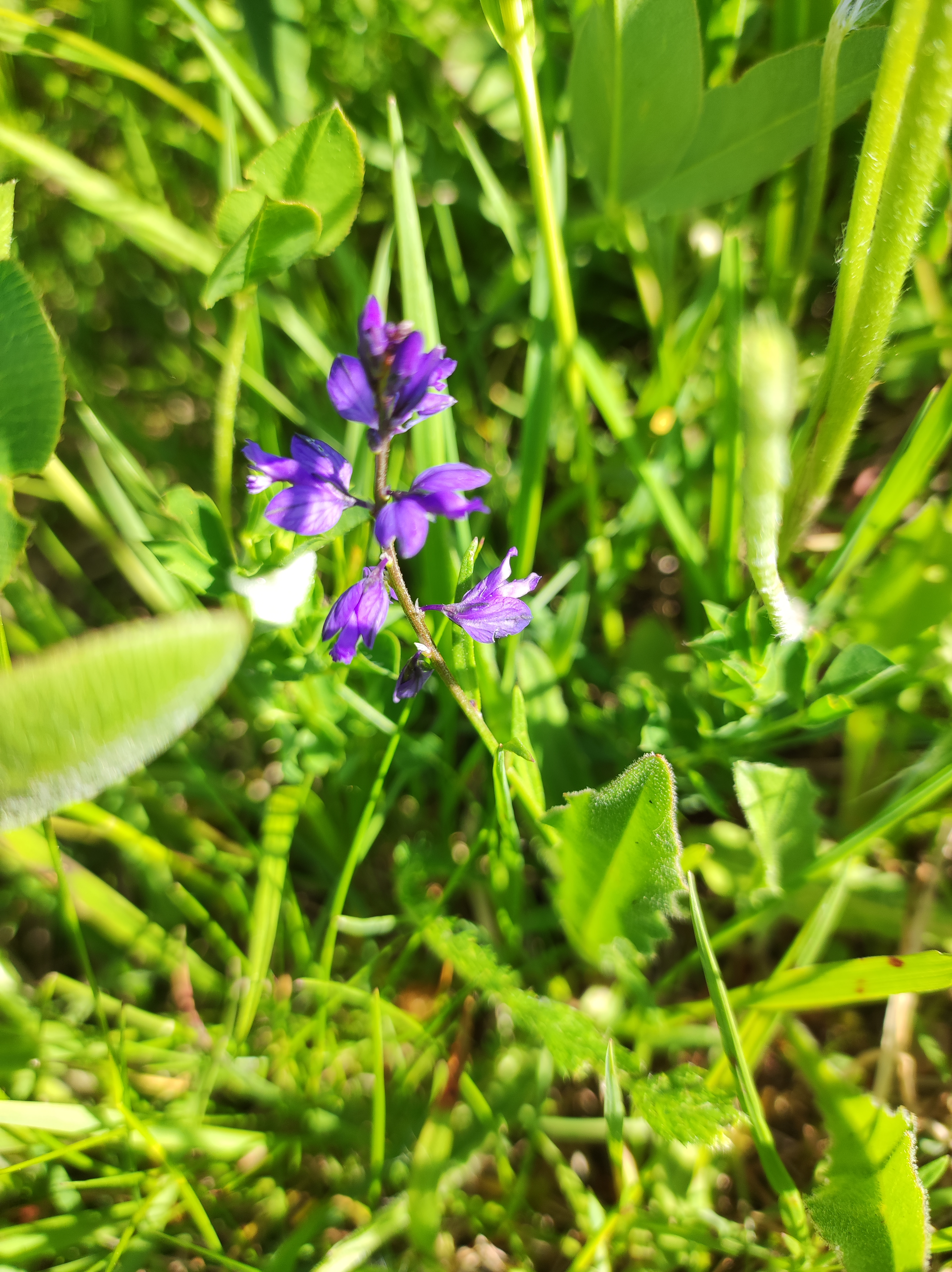
Vítod obecný
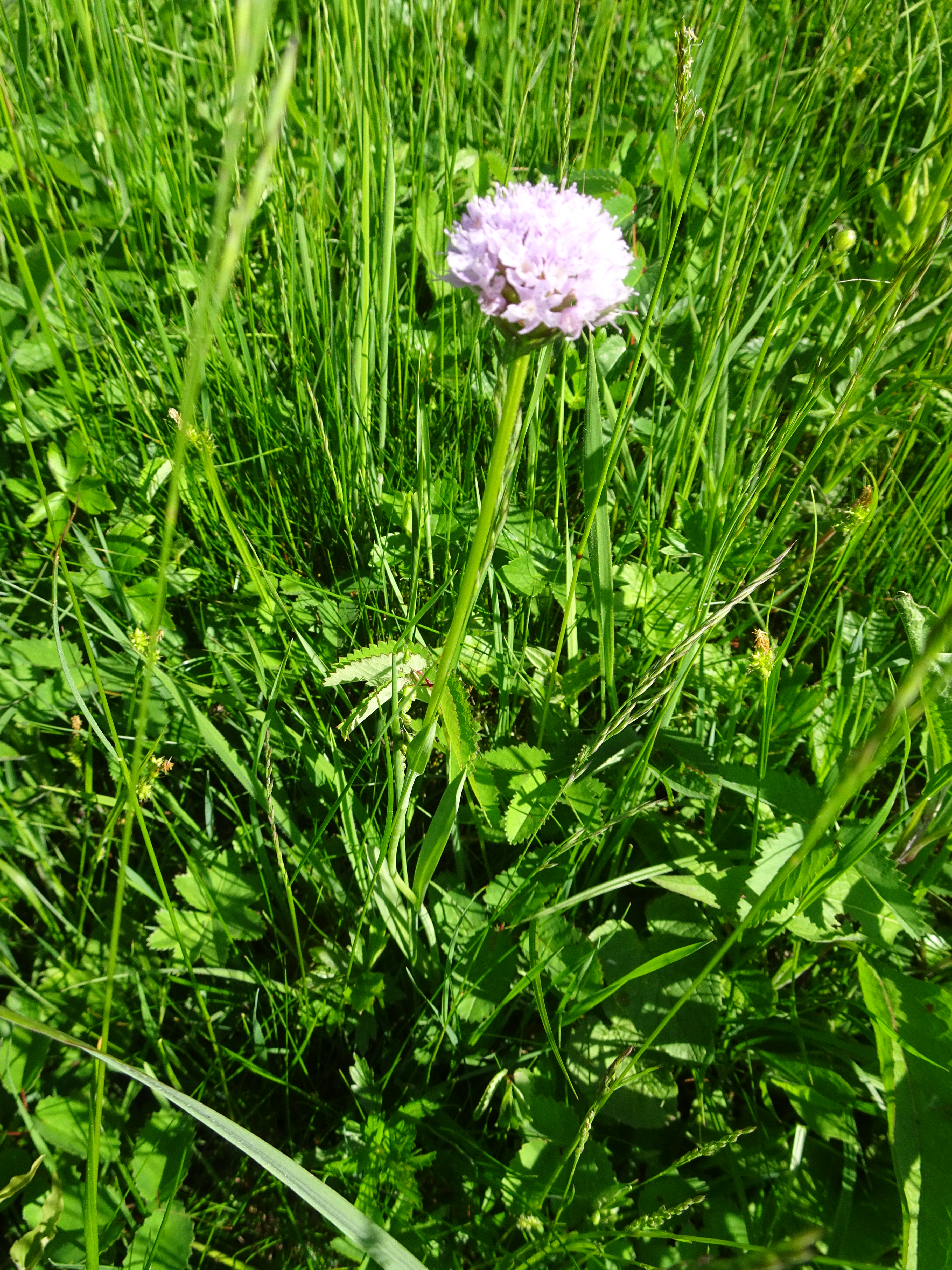
Hlavinka horská
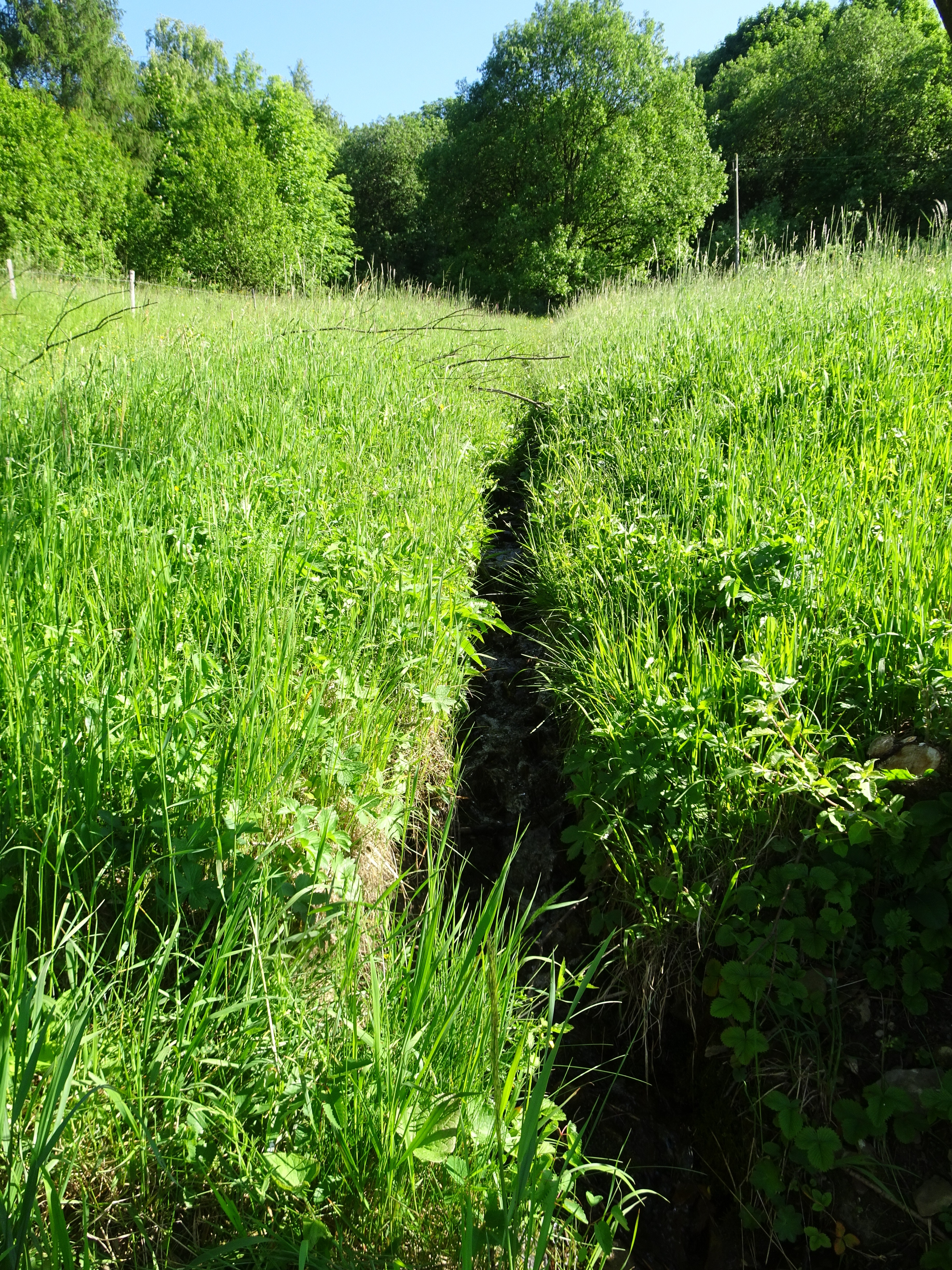
Potok
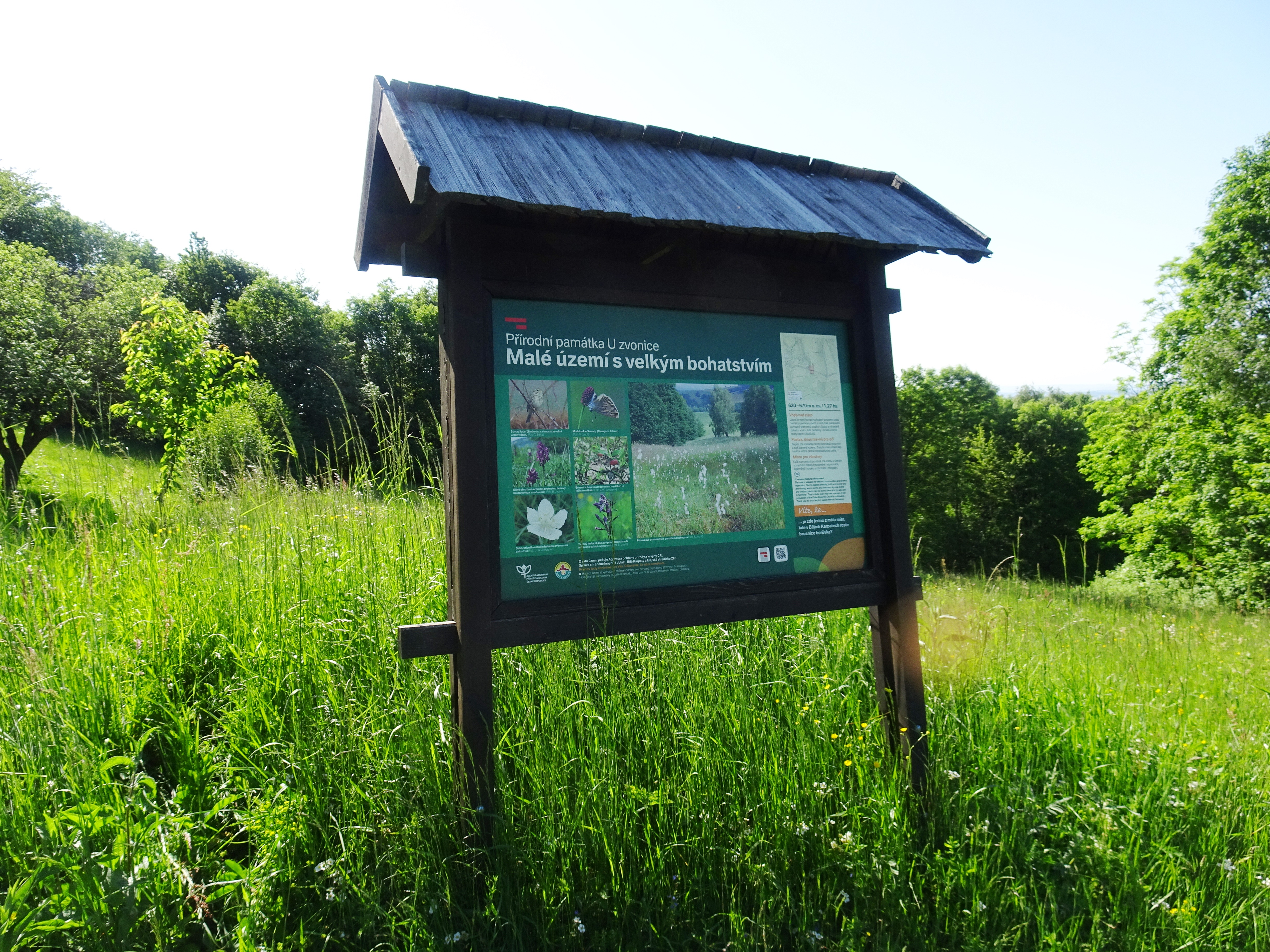
Informační tabule